# Дівчина, що сидить за вірджиналем (Вермер)
Дівчина, що сидить за вірджиналем (нід. Jonge vrouw aan een virginaal) — картина голландського художника Яна Вермера. Створена в період між 1670 та 1675 роками. Жінки-клавішниці були популярною темою голландського мистецтва XVII століття. Створення музики часто асоціювалося з коханням або інколи зі звабленням. Не оминув цей сюжет і творчість Вермера, який значну частину своїх картин присвятив жінкам, що грають на різноманітних музичних інструментах. Серед дослідників існує думка, що моделлю для картини могла бути його теща Марія Тінс, але художник свідомо зобразив її значно молодшою, аніж вона була на час створення картини.
З 1910 року «Дівчина, що сидить за вірджиналем» під інвентарним номером NG2568 зберігається в Національній галереї Лондона, Велика Британія.

## Історія
Зазвичай жанрові художники працювали для широкого загалу, проте прагнули співпрацювати із заможними меценатами, які могли запропонувати значні суми. Одним із прикладів такої практики стала картина Вермера — «Дівчина, що сидить за вірджиналем». На вибір сюжету міг вплинути португальський банкір, ювелір, органіст, колекціонер витворів мистецтва — Дієго Дуарте. Він перебував у дружніх стосунках з письменником Константином Гюйгенсом та скульптором Йоганом Ларсоном (нід. Johan Larson) які мешкали в Гаазі. Останній був знайомим з творчістю Вермера та мав один з його портретів троньє, який, ймовірно, придбав під час подорожі до Делфта в 1660 році. Батько Дієго Дуарте свого часу виготовив для Гюйгенса клавесин, а сам Дієго в листуванні з останнім обговорював музику. Він також був видатним органістом і композитором. За таких обставин він і міг познайомитися з Вермером, адже достеменно відомо, що в описі колекції витворів мистецтва Дієго Дуарте під інвентарним номером 182 значилася «невеличка картина з жінкою, яка грає на клавесині з аксесуарами», яка була придбана за 150 гульденів. Сума за тогочасними мірками відносно мала, адже за аналогічні картини сучасник Вермера Герард Доу міг отримати вдесятеро більше.
Наступні відомості про картину з'являються в 1867 році. Вона потрапила до опису колекції витворів мистецтва Лотара Франца фон Шенборн, який був церковним та політичним діячем Священної Римської імперії, курфюрстом та архієпископом Майнца. «Дівчина, що сидить за вірджиналем» була лотом аукціону, що відбувся 17 травня 1867 року й новим власником став французький мистецтвознавець та колекціонер Теофіл Торе-Бюргер. Він володів картиною лише протягом двох років і згідно з заповітом новим власником став письменник, історик та бібліотекар Арсенальної бібліотеки Поль Лакруа. Останній продав цю роботу Вермера 5 грудня 1892 року артдилеру, колекціонеру та видавцю Шарлю Зедельмайєру. Надалі картина перебувала в арткрамницях (англ. art dealer shop): протягом 1893 року в крамниці Томаса Лорі (фр. Thomas Lawrie) «Lawrie & Co», а з 1894 року в «Ward & Son» Т. Хамфрі (фр. T. Humphrey). Наступним власником у 1894 році став британський колекціонер творів мистецтва Джордж Салтінг. З 1898 року картина демонструвалася глядачам в Національній галереї Лондона, а з 1910 року стала частиною її фондів завдяки заповідальному відказу з боку Салтінга.

## Опис

### Сюжет
Жінки-клавішниці були однією з популярних тем голландського мистецтва XVII століття. Процес створення музики часто асоціювали з коханням, а інколи й з любовним звабленням. Тогочасний голландський поет Якоб Вестербан писав у своїх віршах: «Навчіться грати на лютні, клавікорді. Струни мають силу пестити серце». Разом з тим вірджинал був певним символом гармонії та злагоди, оскільки на ньому жінки зазвичай грали під час родинних зустрічей. Тема жінки біля вірджиналя була розкрита в п'яти роботах раннього гарлемського періоду Яна Мінзе Моленара. Одна з них знаходиться в Державному музеї Амстердама та ще дві у приватній колекції. Фігури зображені в сучасному вбранні, інтер'єр з підлогою в шаховому візерунку та відкритими дверима з правого боку досить тісно перекликалися з творчістю Вермера.

Окрім деяких речей, які були привезені з колоній, на картинах Вермера здебільшого були зображені лише ті, які виготовлялися у тогочасній Європі. Наприклад, на картині «У звідниці» присутня лютня, а в «Дівчині, що грає на гітарі» — гітара тощо. Вермер застосував певний композиційний прийом з парним поєднанням струнних та клавішно-струнних інструментів: клавесин і віола да гамба в картині «Урок музики», вірджинал і віола да гамба в «Дівчині, що сидить за вірджиналем». Присутність цих інструментів у сюжетах Вермера говорить про те, що художник наділяв їх певним алегоричним сенсом й таким чином розкривав любовну тематику сюжету. Їхня наявність у інтер'єрі дозволяє говорити про заможність власників будинку та є свідченням значної кількості вільного часу. Розквіт світової торгівлі відкрив нові можливості перед членами заможних родин: їх жінки та доньки отримали нагоду заповнити своє дозвілля уроками музики та розвагами, що раніше були доступними лише знатним особам.

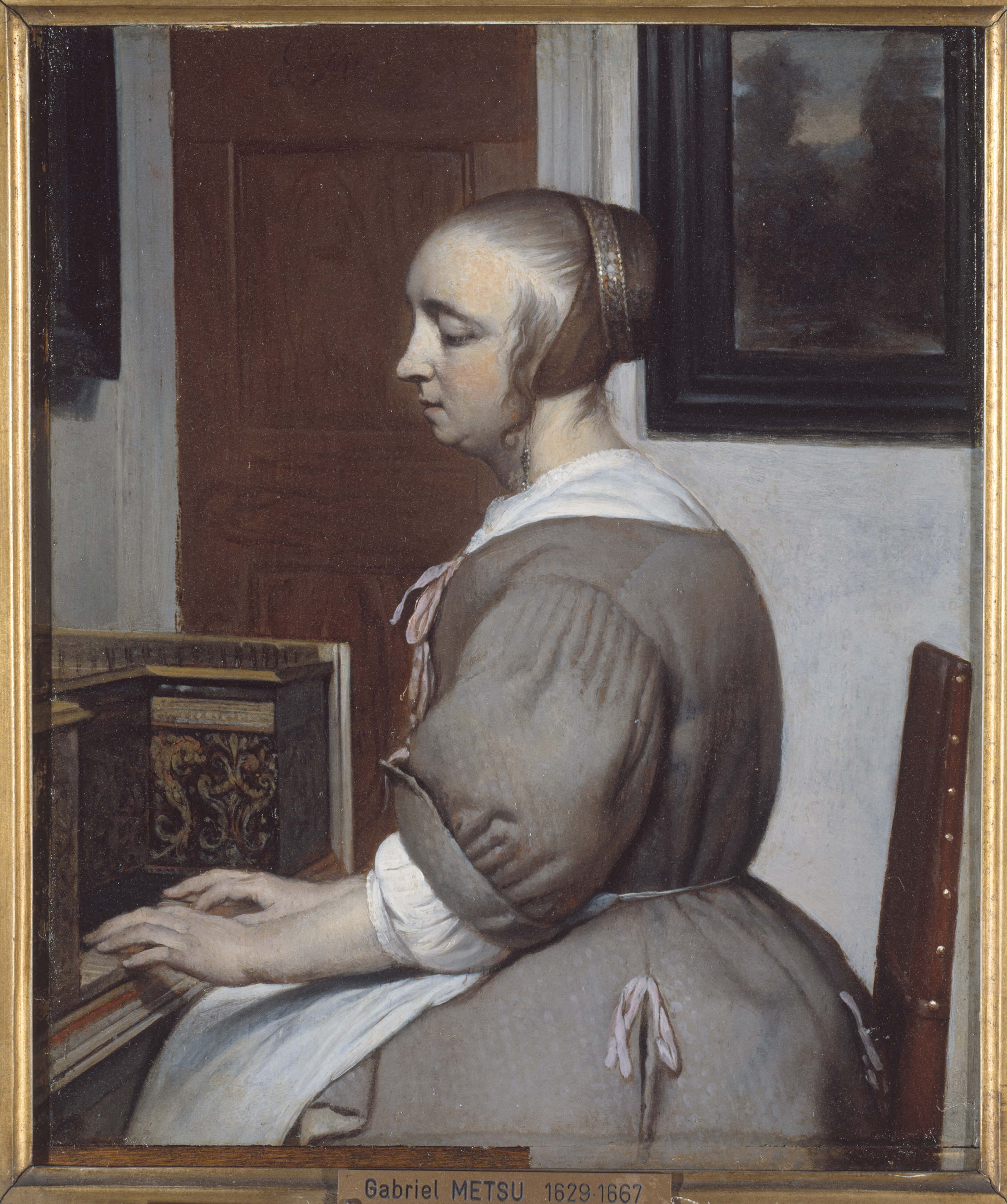
Габріель Метсю — «Дівчина, що сидить за вірджиналем» (1664—1666)
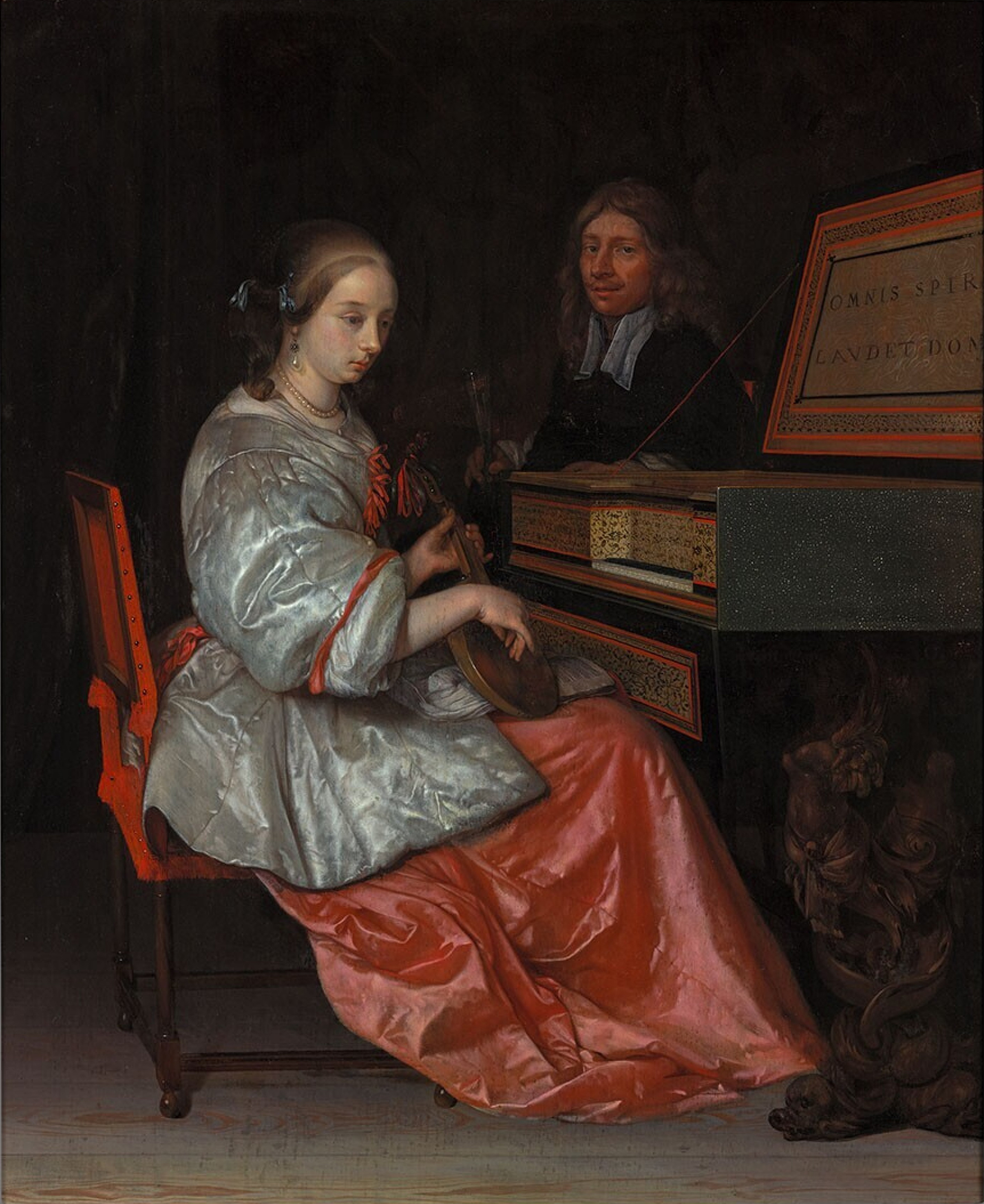
Еглон ван дер Нер[en] — «Жінка біля вірджиналя з цистрою на колінах у супроводі чоловіка» (1669)
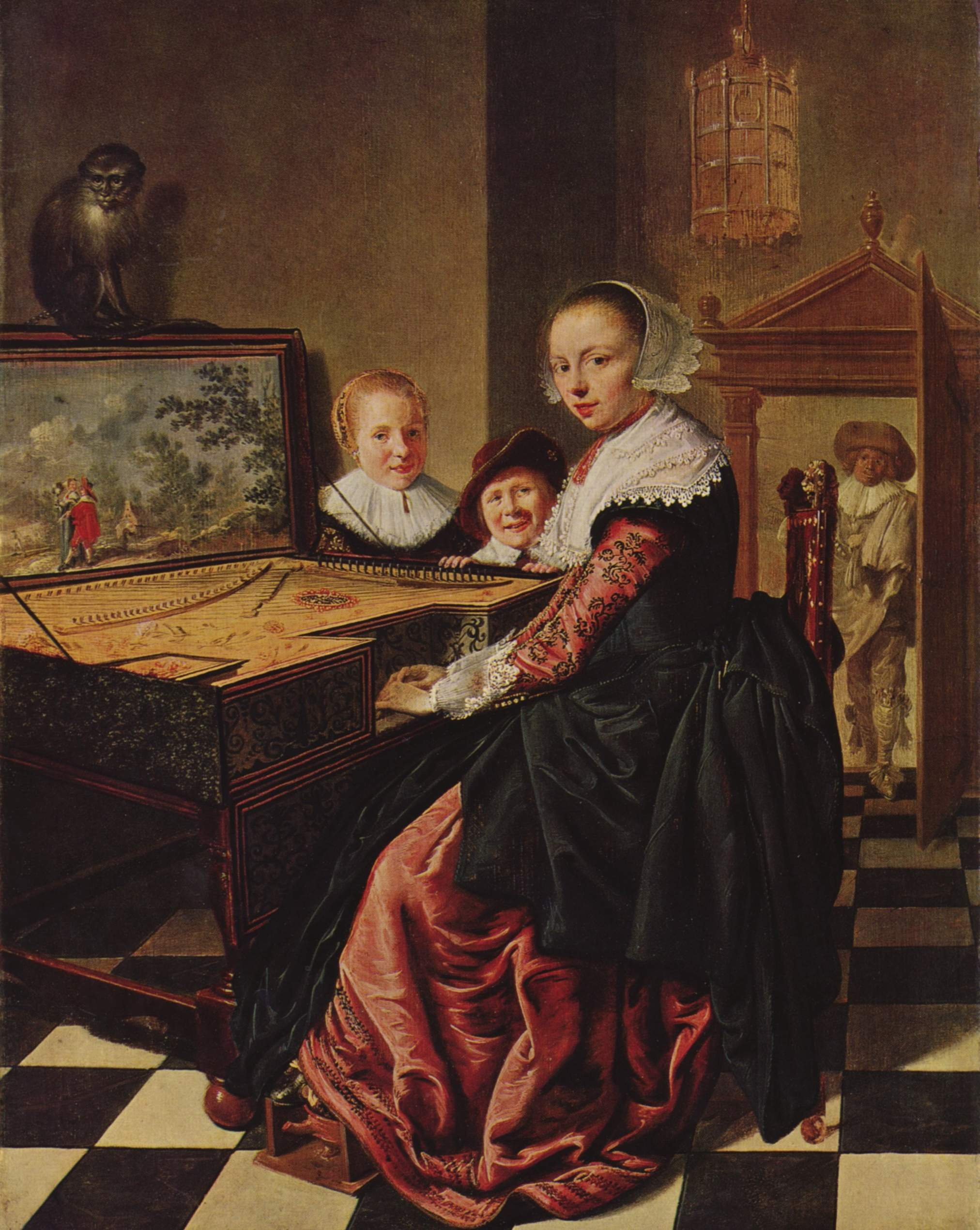
Ян Мінзе Моленар — «Жінка грає на вірджиналі» (1630—1640)

### Виконання

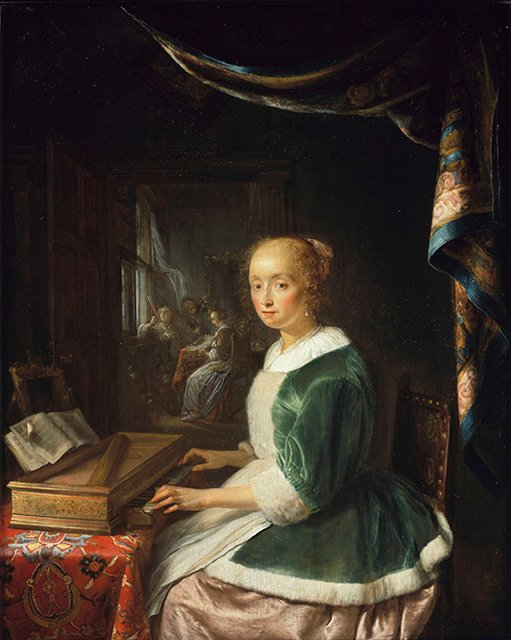
Вермер почерпнув свою композицію з картини «Дівчина, що грає на клавікорді» лейденського художника Герарда Доу

Вивчаючи картини Вермера під збільшенням, дослідники виявляють не лише найдрібніші деталі, але й випадкові залишки, що надають уявлення про повсякденну роботу студії художника. На картинах «Дівчина, що сидить за вірджиналем», «Жінка біля вірджинала з чоловіком» та «Дівчина, що грає на гітарі» в оригінальному шарові фарби було знайдено велику кількість свинячих щетинок від пензля. Дослідники припускають, що це було викликано або сильним натиском, або старістю чи незадовільною якістю пензлів. Також було знайдено значну кількість пуху та відбитків пальців, що могло бути наслідком роботи над картиною протягом тривалого часу.
Вермер використовував членів родини як моделей для своїх картин. Не стала виключенням його теща Марія Тінс. Хоча вона початково перешкоджала шлюбу художника зі своєю донькою, але після його навернення до кальвінізму змінила своє ставлення та надалі відіграла важливу роль у житті Вермера. На початку 1660-х років художник із сім'єю переїхав до будинку тещі, яка після цього стала моделлю для цілого ряду картин. Разом з тим, якщо у ранній картині «Звідниця» Марія Тінс зображена у вигляді літньої господині, то у «Дівчині, що сидить за вірджиналем» вона представлена у значно молодшому образі.
Приблизно з середини 1660-х років Вермер опанував новий технічний рівень у художньому розвитку. Світло в інтер'єрі його картин вийшло на передній план, ставши постійним елементом сюжетів. При цьому із самим світлом відбулася значна трансформація, бо художник намагався надати світлу ефект не лише зовнішнього, а й внутрішнього сяйва, висвітлюючи таким чином персонажів картин. Включно з «Дівчиною, що сидить за вірджиналем» щонайменше ще в тринадцяти роботах Вермер використовує образ вікна, як порталу через який світло проникає в похмурий світ кімнати та повністю перевтілює її мешканців. Віконний отвір у всіх тринадцяти картинах розташовується зліва, через що виникає враження, що Вермер писав усі свої роботи в одній і тій же кімнаті, перебуваючи на тому самому місці. Щоразу ці вікна представлені в різному ракурсі, а ширина віконного отвору від картини до картини поступово зменшувалася. У ранніх роботах вікна були зображені цілком, але в більш пізніх роботах, таких як «Жінка з терезами» та «Дівчина, що сидить за вірджиналем», замість вікна виявляється лише натяк на нього, оскільки воно завішене гардиною, а світло проникає в кімнату крізь перешкоди. Таким чином тема вікна як джерела світла відігравала значну роль у творчості Вермера.

Вірджинал у творчості Вермера
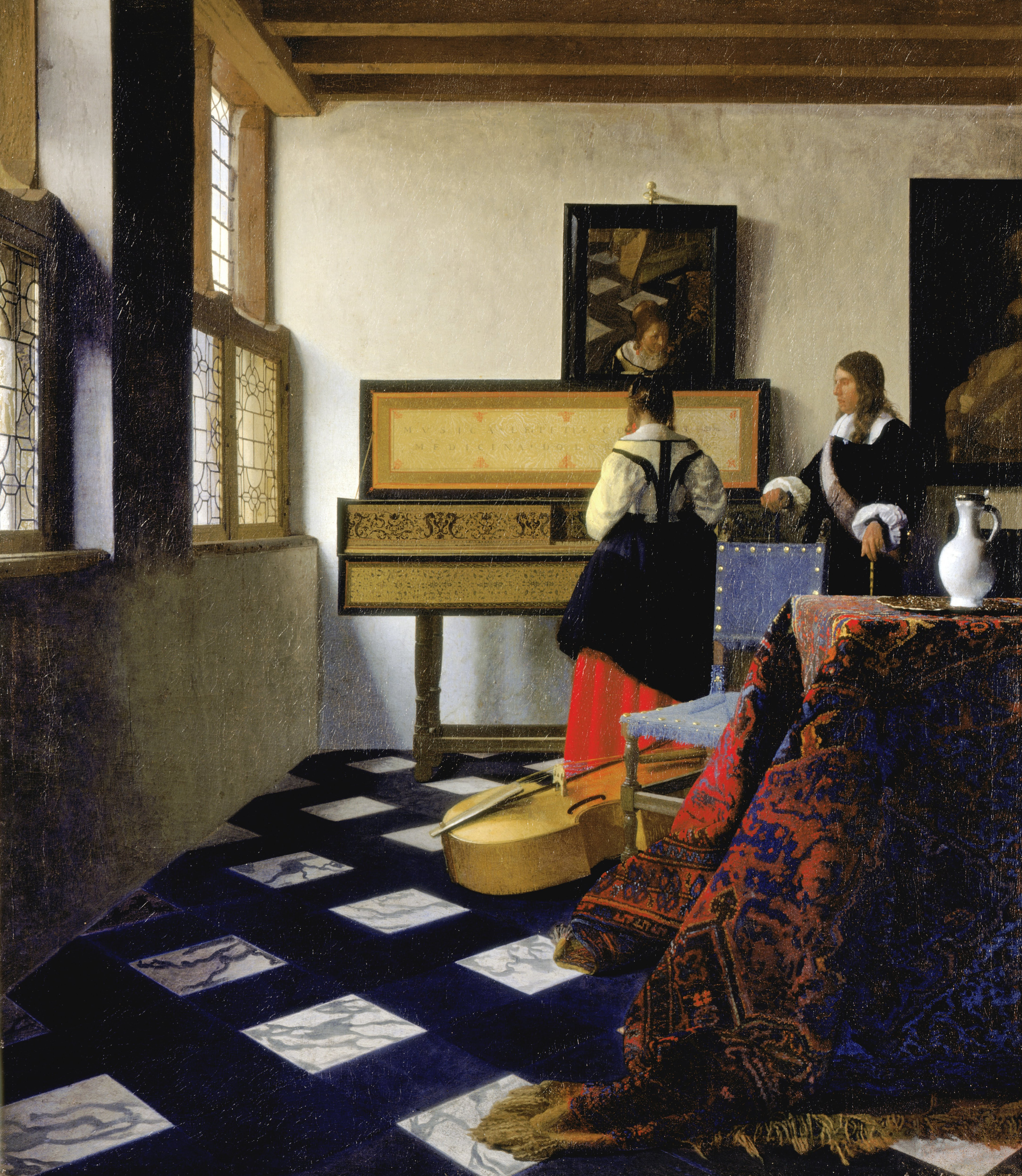
«Жінка біля вірджиналя з чоловіком» (1662—1665)
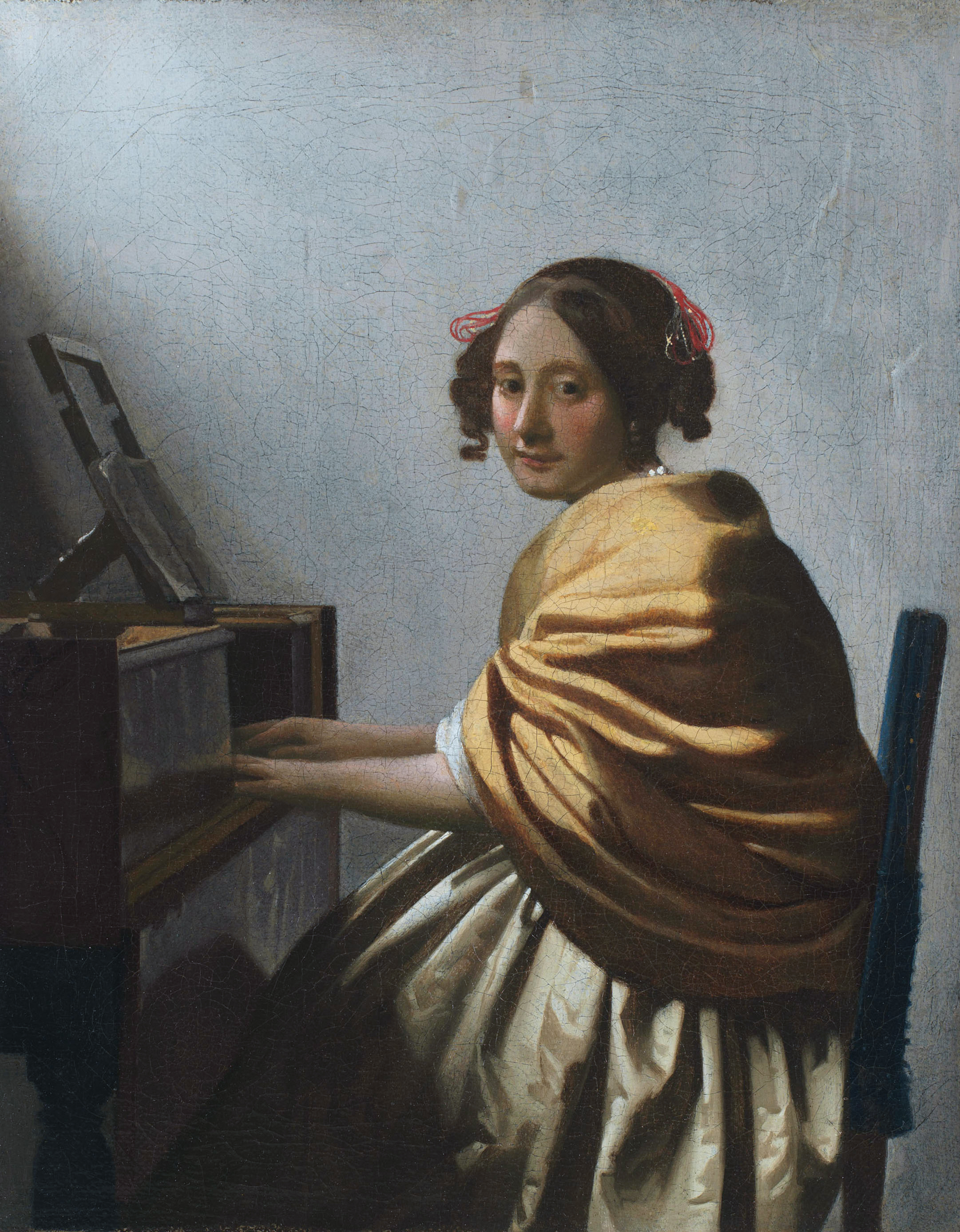
«Дівчина, що сидить за вірджиналем» (1670—1672)
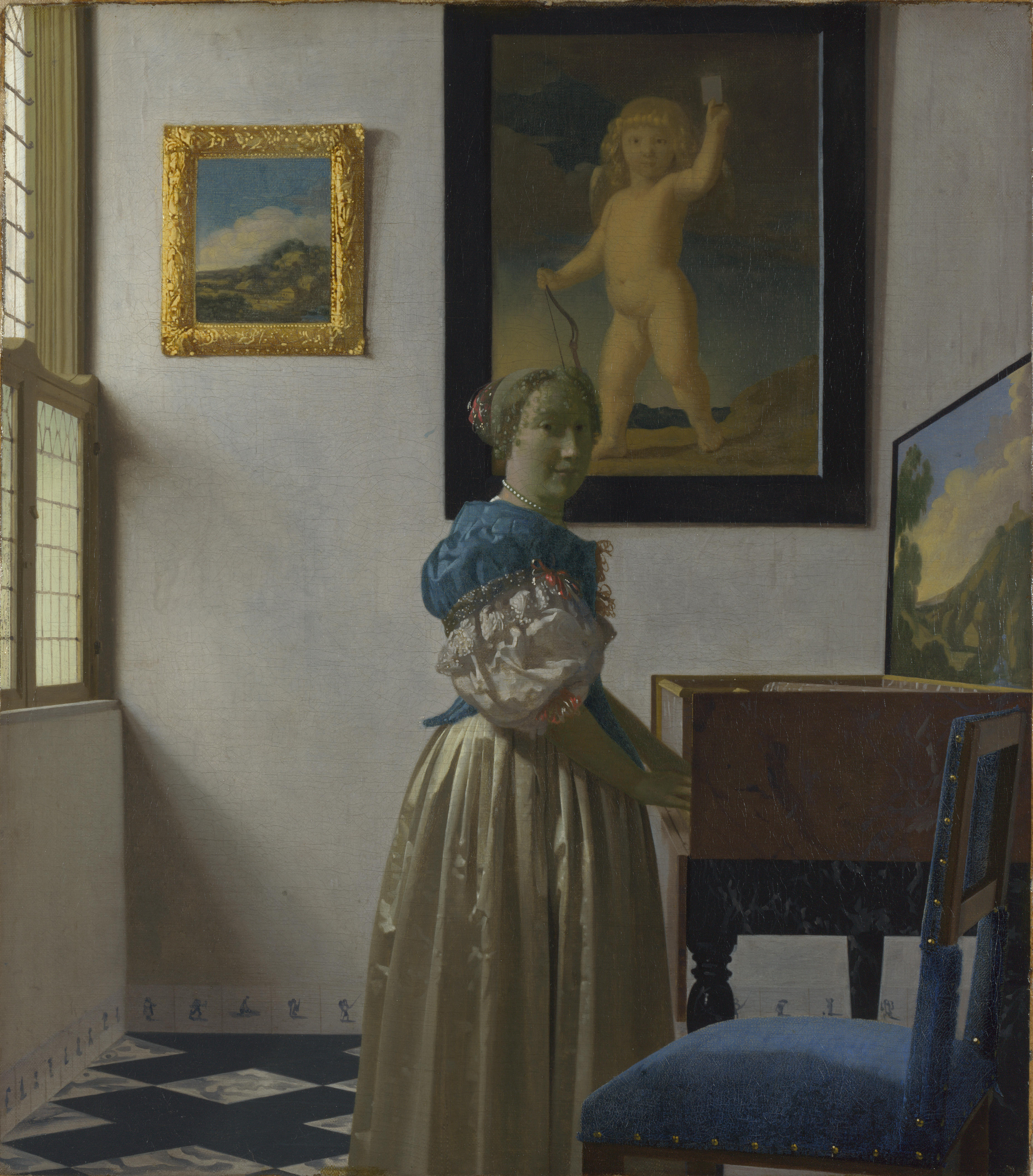
«Дівчина, що стоїть біля вірджинала» (1670—1674)

Дослідники звернули увагу на очевидну подібність між картинами Вермера «Дівчина, що сидить за вірджиналем» та Герарда Доу «Дівчина, що грає на клавікорді». Це може бути свідченням того, що Вермер почерпнув свою композицію з робіт лейденського колеги, який в ті часи був одним із найбільш популярних і високооплачуваних художників. Мистецьке запозичення вдалих мотивів було досить поширеним явищем в середовищі художників, які завжди прагнули створювати достатньо робіт, щоб задовольнити потреби на мистецькому ринку. У XVII столітті інтелектуальна власність була невідомою концепцією й кожен міг вільно користуватися творінням інших. Разом з тим різниця у виконанні між двома картинами легко помітна. Доу ретельно відтворив кожну деталь у сюжеті з великою точністю, тоді як Вермер віддав перевагу опису форми, текстури та світла. Вермер удосконалив композицію Доу, наблизивши точку зору до об'єкта, приковуючи увагу спостерігача на дівчину, яка раптово відвернула голову від заняття музикою в бік глядача.
Розділилася думка дослідників стосовно задуму Вермера. Одні з них вважали, що картини «Дівчина, що сидить за вірджиналем» та «Дівчина, що стоїть біля вірджинала» попри ідентичні розміри не були створені, як пандан. Інші, як до прикладу Вальтер Лідтке, стверджують, що твори доповнюють один одного за тематикою. Дівчина, що сидить ща вірджиналем виглядає більш помітною, в той час як вертикальне положення іншої дещо сковує розуміння сюжету. За допомогою таких відмінностей Вермер міг висловити своє бачення різних характерів і настроїв. Наступним аргументом слугував той факт, що комп'ютерний аналіз показав збіг плетіння полотна, яке дозволяє говорити про те, що картини були заплановані як пандан.
Картина, що висить на стіні позаду дівчини містить в собі непристойний сюжет, адже головними героями виступають жінка, що фліртує з незнайомцем при іншому чоловікові. Дослідники ідентифікували її, як «Звідницю» Дірка ван Бабюрена. Копія цієї картини належала тещі Вермера, в будинку якої він жив і працював. Наступного разу він зобразив «Звідницю» в сюжеті іншої своєї картини — «Концерт». Завдяки такому контрасту Вермер міг надати «Дівчина, що сидить за вірджиналем» певного натяку, щоб спонукати глядача задуматися над тим, що дівчина подумки зайнята не лише грою на музичному інструменті. Ймовірно це було зроблено для контрасту з «Дівчиною, що стоїть біля вірджинала».

## Відгуки
За переконанням американського економіста та історика мистецтва, дослідника голландського живопису Золотої доби Джона Майкла Монтіаса, саме заможність тещі Вермера Марії Тінс дозволила йому познайомитися з багатьма атрибутами розкішного, заможного життя. Імовірно, що в її домі було декілька музичних інструментів, серед яких навіть вірджинал, який згодом міг слугувати сюжетом для наступних картин художника.
Американська телепродюсерка, сценаристка та режисерка, номінантка премії «Еммі» Сюзан Штейнберг вважає, що картина «Дівчина, що сидить за вірджиналем» не зовсім схожа на інші картини Вермера. Титулована молода жінка незграбно грає на музичному інструменті та в цілому невитончена. Вона також сидить у темній кімнаті — немає того ефірного, яскравого світла, яким Вермер зазвичай освітлював своїх об'єктів.